# Biegus indyjski

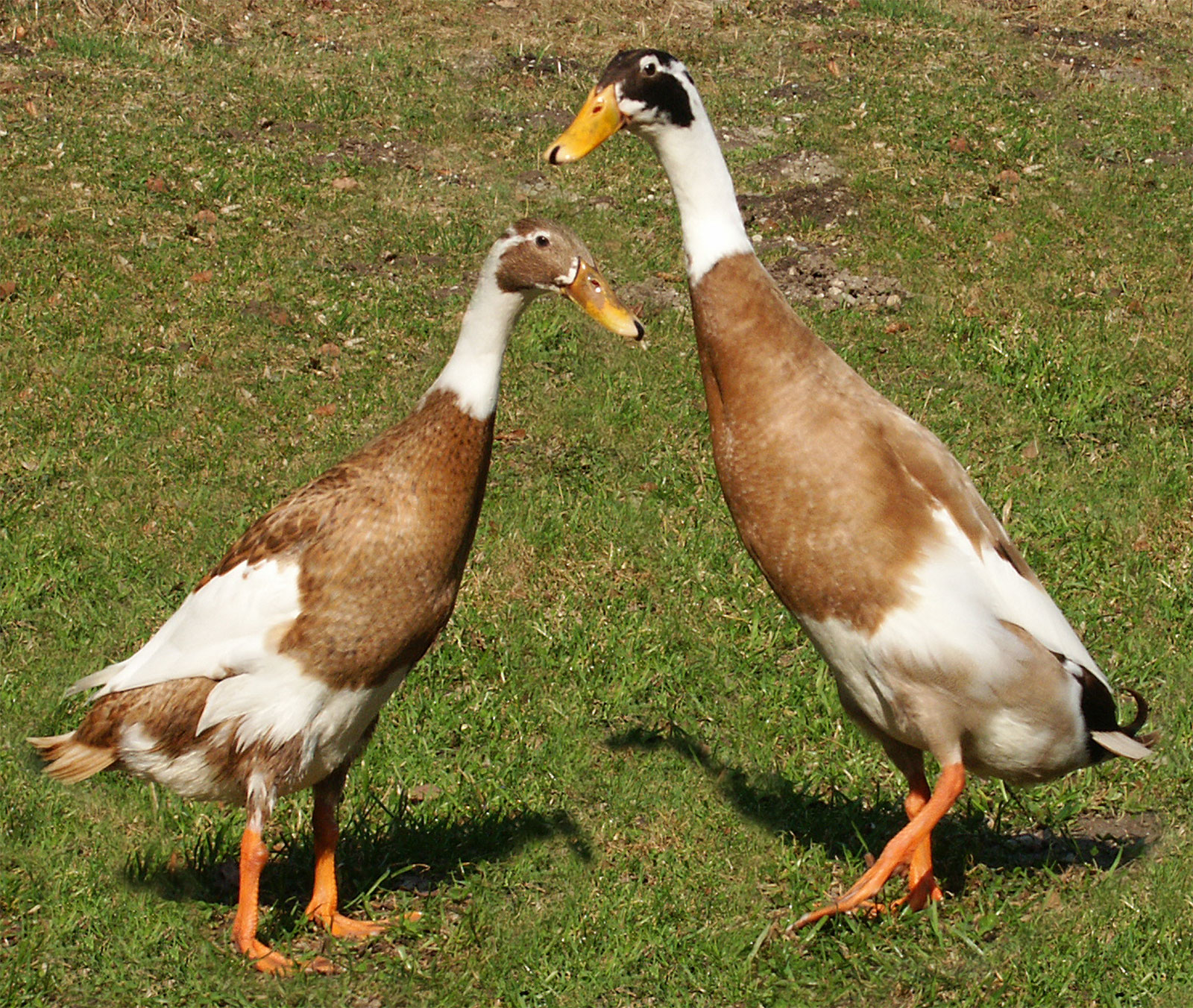
Biegusy indyjskie

Biegus indyjski (Anas platyrhynchos domesticus) – rasa kaczki pochodząca z południowo-wschodniej Azji. Wywodzi się od kaczki krzyżówki, należy do grupy „kaczek lekkich”. Znanych jest 8–10 odmian biegusa.

## Historia
Po raz pierwszy opisano ją w 1851 roku na Półwyspie Malajskim (wówczas kolonia brytyjska) oraz na wyspie Lombok w Indonezji. Jednak do Europy kaczki musiały trafić wcześniej inną drogą, ponieważ są one przedstawiane na malowidłach malarzy holenderskich z XVII wieku. Tym bardziej, że niektóre stare rasy hodowlane kaczek europejskich wykazują podobne umaszczenie.

## Charakterystyka
Tułów jest smukły, wydłużony w kształcie butelki z długą szyją. Dzięki swojej sylwetce i postawie przypomina pingwina. Ma krótkie oraz szeroko rozstawione nogi, nieproporcjonalnie długi dziób oraz szczątkowe skrzydła, dzięki którym można ją hodować na wybiegu bez amputacji skrzydeł. Cechuje się ruchliwością.

### Średnia masa i długość ciała
- kaczor: 1,7–2 kg, dł. ciała 75 cm
- kaczka: 1,5–1,7 kg, dł. ciała 50 cm[4]

Kaczka składa od 270–280 jaj o masie do 80 g. Okres nieśności trwa 52 tygodnie.

## Pożywienie
Rasa jest odporna na niesprzyjające warunki atmosferyczne oraz łatwa w hodowli. Biegusy indyjskie żywią się głównie paszą, choć jadają również muchy, ślimaki, dżdżownice oraz drobną roślinność.